# The Simpsons Wrestling
The Simpsons Wrestling är ett wrestling spel baserat på den animerade TV-serien Simpsons för PlayStation. Spelet utvecklades av Big Ape Productions, och publiceras av Fox Interactive tillsammans med Activision. Spelet släpptes för delar av Europa den 22 mars 2001 och i Nordamerika den 12 april 2001.
I spelet finns det 18 karaktärer från TV-serien, med samma röstskådespelare som i TV-serien. Varje karaktär har sina egna rörelser och matcherna äger rum i Springfield. En match i spelet när en brottare fäller sin motståndare och nedräkningen avslutad.

## Spelet
Spelaren kan spela med Homer, Bart, Lisa, Marge, Barney, Krusty, Apu, Vaktmästare Willie, Bumblebee Man, Moe, Ned, Professor Frink, Mr. Burns, Smithers, Itchy, Scratchy, Kang och Kodos, vissa karaktärer måste man låsa upp.
Under matchen har brottarna en mätare som visar hälsan när de utför rörelser, som återfylls när de inte attackerar. Olika rörelser använder upp olika mängder energi. Under spelet kan kraften ökas genom att använda en donut, bowlingpinnar och tuggummi. Spelet kan spelas på två sätt: en turnering med en spelare eller en match där två spelare kan samverka. Matcherna äger rum i en av tio platser i Springfield, som 742 Evergreen Terrace, Springfields kärnkraftverk, Kwik-E-Mart och Moe's Tavern. Under spelet dyker även bokstäver upp i brottning ringen, och om en brottare samlar tillräckligt av dem, kan man tillfälligt bli oövervinnlig.

## Produktion
Big Ape Productions utvecklade The Simpsons Wrestling Spelet presenterades på Electronic Entertainment Expo (E3) under 2000, Fox Interactive publicerade spelet för PlayStation och den 12 mars 2001 tillkännagavs att de släpper spelet tillsammans med Activision.

## Röster
- Dan Castellaneta - Homer Simpson/Barney Gumble/Krusty/Vaktmästare Willie/Itchy/Kodos
- Julie Kavner - Marge Simpson
- Nancy Cartwright - Bart Simpson
- Yeardley Smith - Lisa Simpson
- Hank Azaria - Apu Nahasapeemapetilon/Bumblebee Man/Moe Szyslak/Professor Frink
- Harry Shearer - Ned Flanders/Montgomery Burns/Waylon Smithers/Scratchy/Kang